# 아이돌 전국 노래자랑
《아이돌 전국 노래자랑》은 35년째 사랑받고 있는 대국민 참여형 오디션 프로그램의 원조 격인 KBS1 전국 노래자랑의 아이돌 버전 프로그램으로 2015년 추석 특집으로 진행되었다.